# アルベール・エルバス
アルベール・エルバス（Alber Elbaz、ヘブライ語: אלבר אלבז‎‎)(1961年6月12日 - 2021年4月24日)は、イスラエルのファッションデザイナー。

## 略歴

### 卒業まで
1961年、モロッコのカサブランカで生まれる。10歳の時にイスラエルのテルアビブに移住し、それ以降テルアビブで育つ。父親はイスラエル人の床屋で母親はスペイン人のアーティストである。父を幼少の頃に亡くし、母親に育てられる。兵役を終了した後、イスラエルのテルアビブにあるシェンカー・カレッジ・オブ・テキスタイル・テクノロジー&ファッション(Shenkar College of Engineering and Design)にてファッションを学び、88年に卒業する。

### ファッション業界へ
卒業後、わずか800ドルを手にニューヨークへ渡る。アメリカではブライダル会社を経てジェフリー・ビーンに入社。シニアアシスタントを７年間務めたのち、1996年にギ・ラロッシュ入社。そこで頭角を現し、イヴ・サンローランに迎えられる。しかしわずか3シーズン後にイヴ・サンローランがグッチ・グループに売却されたため解雇される。その後、クリッツアで働く。

### ランバン（LANVIN）
2001年、ランバンのクリエイティブ・ディレクターに抜擢される。ランバンでの初めてのコレクションでは、20年代調のフラッパーを彷彿とさせるスパンコールに、ゆったりと縫い付けられたリボン等を発表し、創業者であるジャンヌ・ランバンのデザインへのオマージュ的なものも見受けられ、賞賛を浴びた。
その後、彼のエレガントなデザインは世界を魅了し老舗メゾンを見事復興させた。
2015年10月28日にランバンのディレクターを退任することが発表された。

### ランバン退任後
その後4年ほどファッション業界から遠ざかっていたが、2019年10月にフィナンシエール リシュモン社と共同でベンチャー会社を設立、2021年1月に自らのブランド「AZ FACTORY」の最初のコレクションを発表した。
そのわずか約4か月後の2021年4月24日に新型コロナウイルス感染症によりフランス パリ内の病院で死去(59歳没)。

## 愛用者
- カトリーヌ・ドヌーブ
- ジェニファー・ロペス
- キャメロン・ディアス
- ニコール・キッドマン
- 藤原紀香
- YOU
- 山田優